# Jo Pil-Ho : Souffle de rage
Pour plus de détails, voir Fiche technique et Distribution.
Jo Pil-Ho : Souffle de rage (hangeul : 악질경찰 ; RR : Akjilgyeongchal, litt. « Police corrompue ») est un film d'action dramatique sud-coréen écrit et réalisé par Lee Jeong-beom, sorti en 2019.

## Synopsis
Jo Pil-ho, un flic malhonnête (Lee Seon-gyeon) habitué des vols de distributeur de billets et visé par une enquête interne, se retrouve malgré lui au cœur des intrigues d'une grande multinationale coréenne. L'influence de celle-ci va jusqu'au cœur du système du pays grâce à un système de bourse universitaire de lycéens dont les anciens bénéficiaires se retrouvent aujourd'hui à des postes très élevés comme le procureur en chef. S'étant pris d'affection pour une ado rebelle (Jeon So-ni), elle aussi impliquée dans les affaires de la société, Pil-ho choisit de lutter à son niveau contre le groupe et son terrible homme de main (Park Hae-joon (en)) chargé des basses besognes.

## Fiche technique
- Titre original : 악질경찰
- Titre français : Jo Pil-Ho : Souffle de rage
- Réalisation et scénario : Lee Jeong-beom
- Musique : Shim Hyun-jung
- Montage : Nam Na-yeong
- Production : Kim Jho Kwang-soo
- Sociétés de production : Dice Film et Generation Blue Films
- Société de distribution : Warner Bros.
- Pays d’origine :  Corée du Sud
- Langue originale : coréen
- Format : couleur
- Genres : action, drame
- Durée : 127 minutes
- Date de sortie : Corée du Sud : 21 mars 2019

## Distribution
- Lee Seon-gyeon : Jo Pil-ho, le policier
- Jeon So-nee : Mi-na, la jeune élève du secondaire
- Park Hae-joon (en) : Kwon Tae-joo, l'homme de main du groupe Taesung
- Song Young-chang : Jeong I-Hyang, le président du groupe Taesung
- Park Byung-eun : Nam Seong-sik, le ministère public
- Jung Ga-ram : Han Gi-chul, le partenaire de Jo Pil-ho
- Kim Min-jae : Kim Min-jae, le spécialiste des affaires internes
- Lee Yoo-young : Yang Hee-sook, la femme de Jo Pil-ho
- Im Hyeong-gook : le père de Song Ji-won
- Park So-eun : Song Ji-won
- Kwon Han-Sol : So-hee, l’amie de Mi-na